# 菴谷利夫
菴谷 利夫（いおや としお、1935年8月28日 - 2011年2月28日）は、日本の文部官僚、教育者、松本大学第2代学長。

## 経歴
長野県東筑摩郡島内村（現・松本市）出身。長野県松本深志高等学校、東京大学教育学部教育行政学科卒業。東大在学中、野球に打ち込んだ。
1960年に文部省に入省した。同省では、財務課長、大臣官房審議官（人事課長）、教育助成局担当審議官（高等教育局担当審議官）、京都大学事務局長（官房審議官・教育助成局担当）、教育助成局長などを歴任した。
1991年6月11日付で文部省を退職した。その後、日本育英会理事を経て、1997年12月12日付で国立特殊教育総合研究所所長となった。
1999年に、長野県の学校法人佐久学園の理事長となったが、これは1996年に傘下の信州短期大学（後の佐久大学信州短期大学部の前身）の補助金不正受給問題が明るみに出た後、立て直しを図った北條舒正（信州大学元学長）の後任であった。また、理事長とともに信州短期大学学長も兼ね、退任後は信州短期大学顧問となった。
このほか、文部省退官後に、全日本郷土芸能協会理事長、財団法人文教協会会長、NPO学生文化創造理事長、鳴門教育大学経営協議会学外委員などを歴任した。
2005年の秋の叙勲で、瑞宝中綬章を受章した。
菴谷は2009年4月に松本大学の第2代学長に就任したが、これは、前年に学長就任が予定されていた水城武彦が就任直前に急死し、住吉廣行副学長が学長代行を務めた後を受けたものであった。
菴谷は松本大学学長就任後も埼玉県入間市に居を構えていたが、2011年2月28日、東京都新宿区で交通事故に遭い、死亡した。葬儀は松本大学第1体育館で執り行われた。